# Hernando (Flórida)
Hernando é uma Região censo-designada localizada no estado americano de Flórida, no Condado de Citrus.

## Demografia
Segundo o censo americano de 2000, a sua população era de 8253 habitantes.

## Geografia
De acordo com o United States Census Bureau tem uma área de
91,6 km², dos quais 81,5 km² cobertos por terra e 10,1 km² cobertos por água.

## Localidades na vizinhança
O diagrama seguinte representa as localidades num raio de 16 km ao redor de Hernando.